# A doua bătălie de pe Marna
Cea de-a Doua Bătălie de pe Marna (în franceză Seconde Bataille de la Marne) sau Bătălia de la Reims (15 iulie – 6 august 1918) a fost ultima mare ofensivă germană de pe Frontul de Vest în timpul Primului Război Mondial. Atacul a eșuat atunci când un contraatac al forțelor aliate franceze și americane, inclusiv mai multe sute de tancuri, i-a copleșit pe germanii de pe flancul drept, provocându-le pierderi severe. Înfrângerea Germaniei a marcat începutul Ofensivei Aliaților, care a culminat cu Armistițiul de la Compiègne semnat aproximativ 100 de zile mai târziu.

## Context
După eșecul Ofensivei de Primăvară de a pune capăt conflictului, Erich Ludendorff, Intendent General Șef (nu-i plăcea rangul de „șef adjunct al Statului Major General”) și conducător militar virtual al Germaniei, credea că un atac prin Flandra ar aduce Germaniei o victorie decisivă asupra Corpului Expediționar Britanic (BEF), cea mai experimentată forță aliată de pe Frontul de Vest, la acel moment. Dorind să-și ascundă intențiile și să atragă trupele aliate departe de Belgia, Ludendorff a planificat o mare diversiune de-a lungul Marnei.

## Atacul german

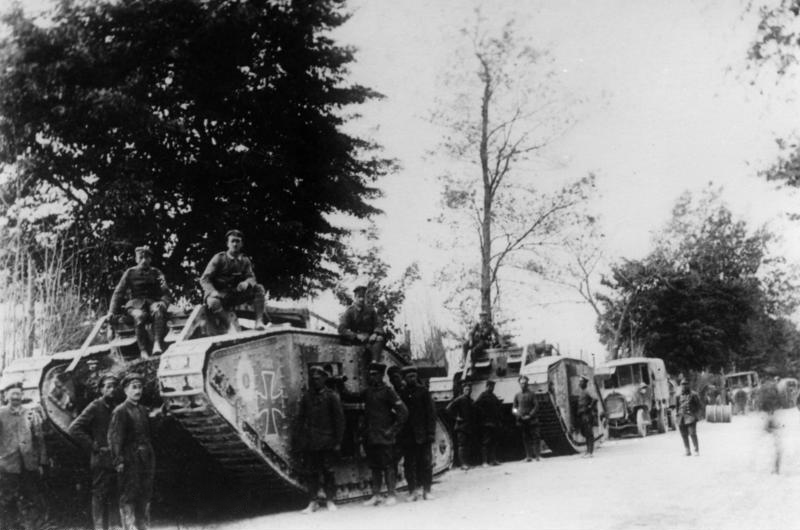
Tanc britanic Mark IV capturat și folosit de trupele germane

Bătălia a început în 15 iulie 1918, când 23 de divizii germane ale armatelor I-a și a III-a - conduse de Bruno von Mudra și Karl von Einem - au atacat Armata a IV-a Franceză condusă de Henri Gouraud la est de Reims (A patra bătălie din Champagne). Divizia 42 Americană a fost atașată Armatei a IV-a Franceză, fiind plasată sub comanda lui Gouraud. În acest timp, 17 divizii germane din Armata a VII-a, condusă de Max von Boehn, susținute de Armata a IX-a condusă de Johannes von Eben, a atacat Armata a VI-a Franceză condusă de Jean Degoutte la vest de Reims (Bătălia de la Reims). Ludendorff a sperat să împartă Armata Franceză în două părți.

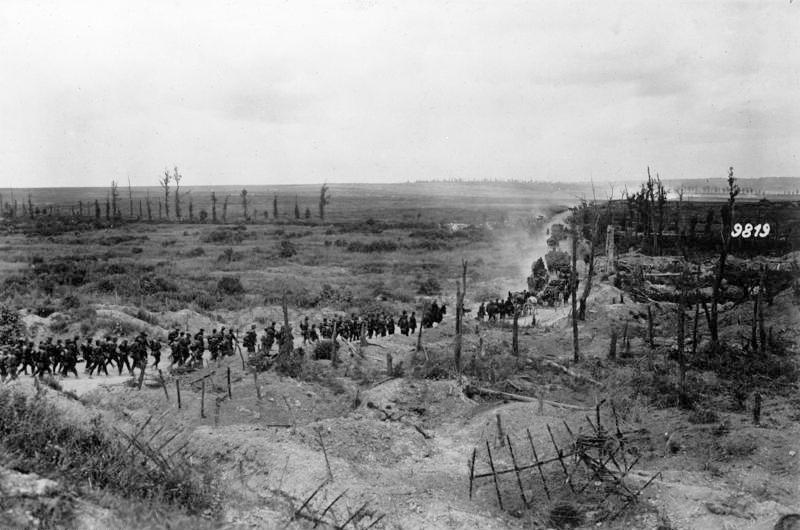
„Soldați germani avansând către o poziție franceză ce fusese capturată, între Loivre și Brimont, departamentul Marne, 1918"

Atacul german de la est de Reims a fost oprit în prima zi, dar ofensiva de la vest de Reims a mers mai bine. Apărătorii de pe malul sudic al Marnei nu au putut scăpa din bombardamentul german de trei ore. Sub acoperirea focurilor de armă, soldații traversau râul cu orice fel de mijloc de transport— bărci de 30 de persoane sau plute. Ei au început să ridice poduri în 12 puncte sub acoperirea supraviețuitorilor aliați care nu fuseseră suprimați de focurile artileriei german. Unele unități Aliate, în special de COL Ulysses G. McAlexander din Regimentul 38 Infanterie al Diviziei 3 Infanterie Americane, au rezistat sau chiar au contraatacat, dar pe seară germanii au capturat un cap de pod la Dormans, în ciuda intervenției a 225 de bombardiere franceze, care au aruncat 40 de tone de bombe pe podurile improvizate.
Corpul XXII Britanic și 85.000 de militari americani s-au alăturat francezilor în luptă și au oprit avansul german la 17 iulie 1918.

## Contraofensiva aliată

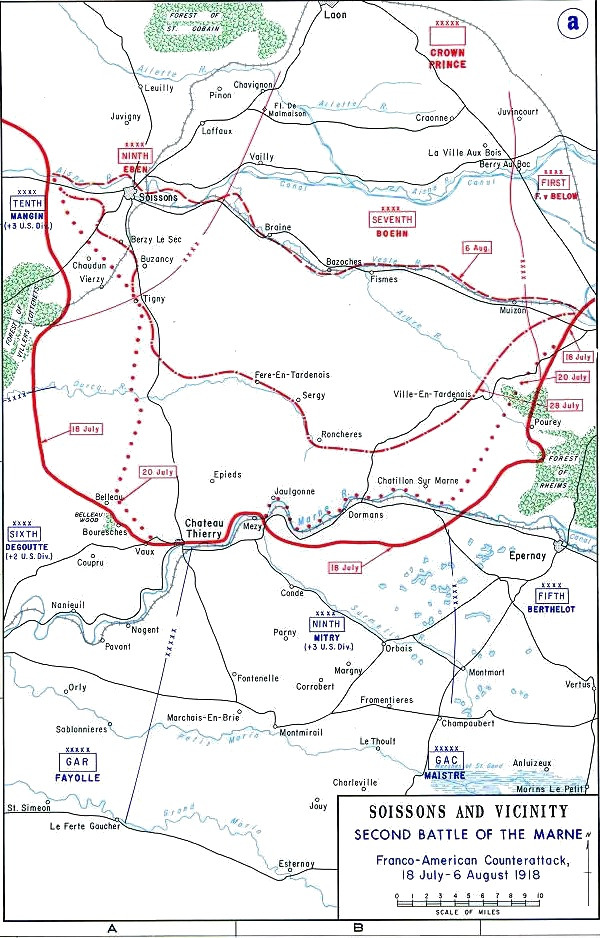
Contraofensiva aliată.

Eșecul german de a sparge sau de a nimici  armatele aliate i-a permis generalului Ferdinand Foch, comandantul suprem al Forțelor Aliate, să planifice o contraofensivă majoră pe 18 iulie; 24 de divizii franceze, inclusiv diviziile americane 92 și 93 aflate sub comandă franceză, plus celelalte trupe aliate, printre care opt mari divizii americane sub comandă americană și 350 de tancuri, au atacat forțele germane ce fuseseră reorganizate recent.
Pregătirile aliate au fost foarte importante în contracararea ofensivei germane. Se credea că Aliații aveau imaginea completă a ofensivei germane în termeni de intenții și capabilități. Aliații cunoșteau punctele-cheie ale planului german în cele mai mici detalii. Există o legendă, posibil adevărată, potrivit căreia căpitanul inginer Hunter Grant, împreună cu căpitanul inginer Page, a conceput un șiretlic. O servietă cu planuri false ale unui contraatac american a fost prinsă cu cătușe de mâna unui om care a murit de pneumonie și plasat într-un vehicul care părea să se îndrepte către un pod controlat de germani. Germanii au găsit planurile și și-au modificat planul lor de atac pentru a contracara falsul plan aliat. În consecință, forțele franceze și americane conduse de Foch au fost capabile să dezlănțuie un atac diferit pe părțile expuse ale liniilor inamice, nelăsându-le germanilor decât posibilitatea retragerii. Acest contraatac a marcat începutul retragerii germane care nu a mai fost inversată niciodată. În septembrie 1918 nouă divizii americane (aproximativ 243.000 de oameni) s-au alăturat celor patru divizii franceze pentru a-i împinge germanii din Saint Mihiel.

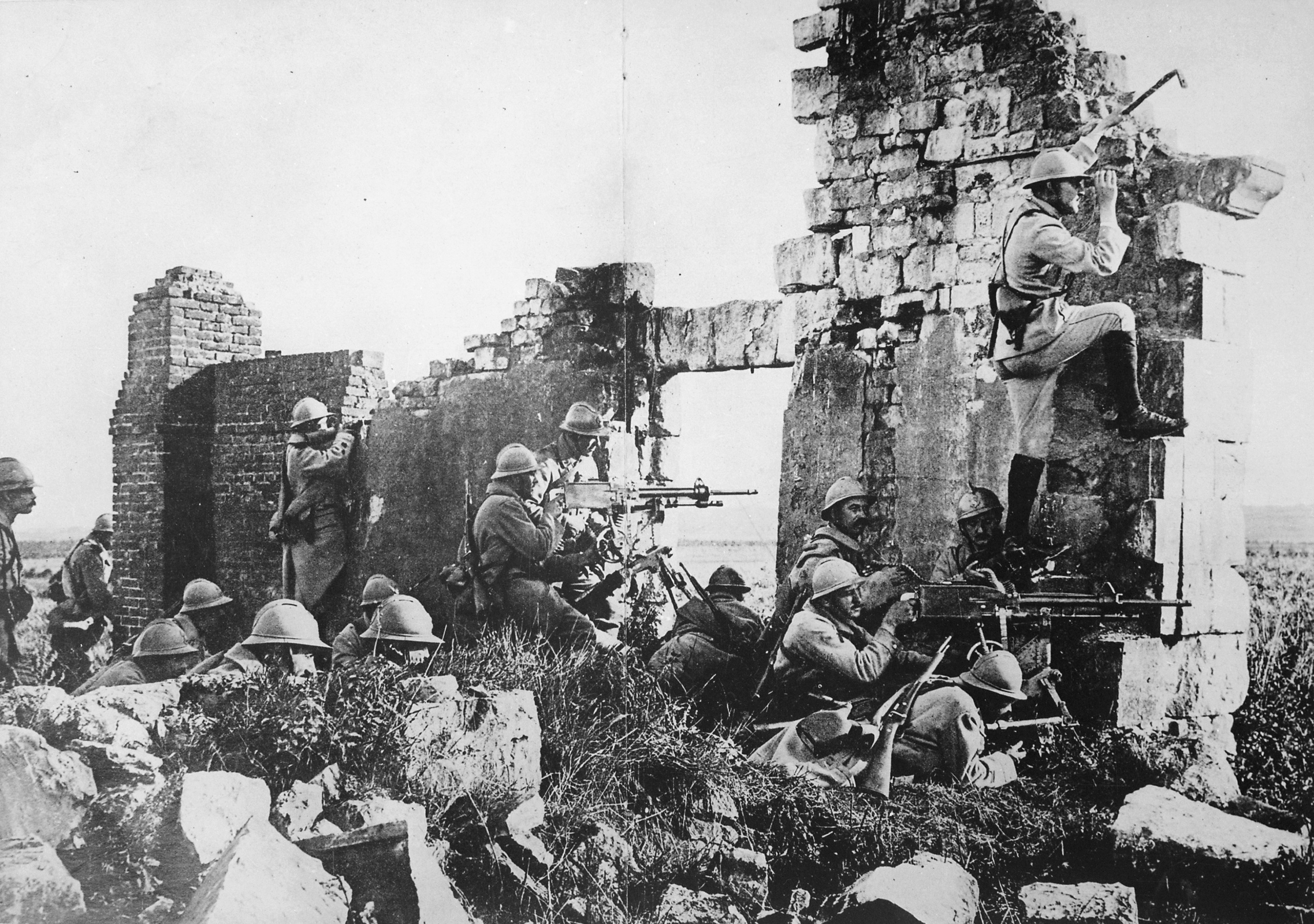
Trupele franceze conduse de generalul Gouraud, cu mitralierele lor printre ruinele unei biserici din apropierea Marnei, respingându-i pe germani, 1918.

Până în mai 1918 Foch observase defectele ofensivei germane. Forța militară care a stopat ofensiva germană a fost în principal franceză, dar a beneficiat de sprijin american, britanic și italian. Coordonarea acestui contra-atac a fost o problemă majoră deoarece Foch a trebuit să lucreze cu „patru comandanți naționali, dar fără autoritatea de a emite ordine în nume propriu[...] ei trebuiau să lupte ca o forță multinațională și să depășească problemele majore legate de limbi, culturi, doctrine și stiluri de luptă diferite”. Cu toate acestea, prezența trupelor americane odihnite, neafectate de anii de război, a consolidat semnificativ rezistența aliată în fața ofensivei germane. Floyd Gibbons a scris despre trupele americane, spunând: „nu am văzut niciodată bărbați aflați în pericol de moarte cu un spirit mai fin”.

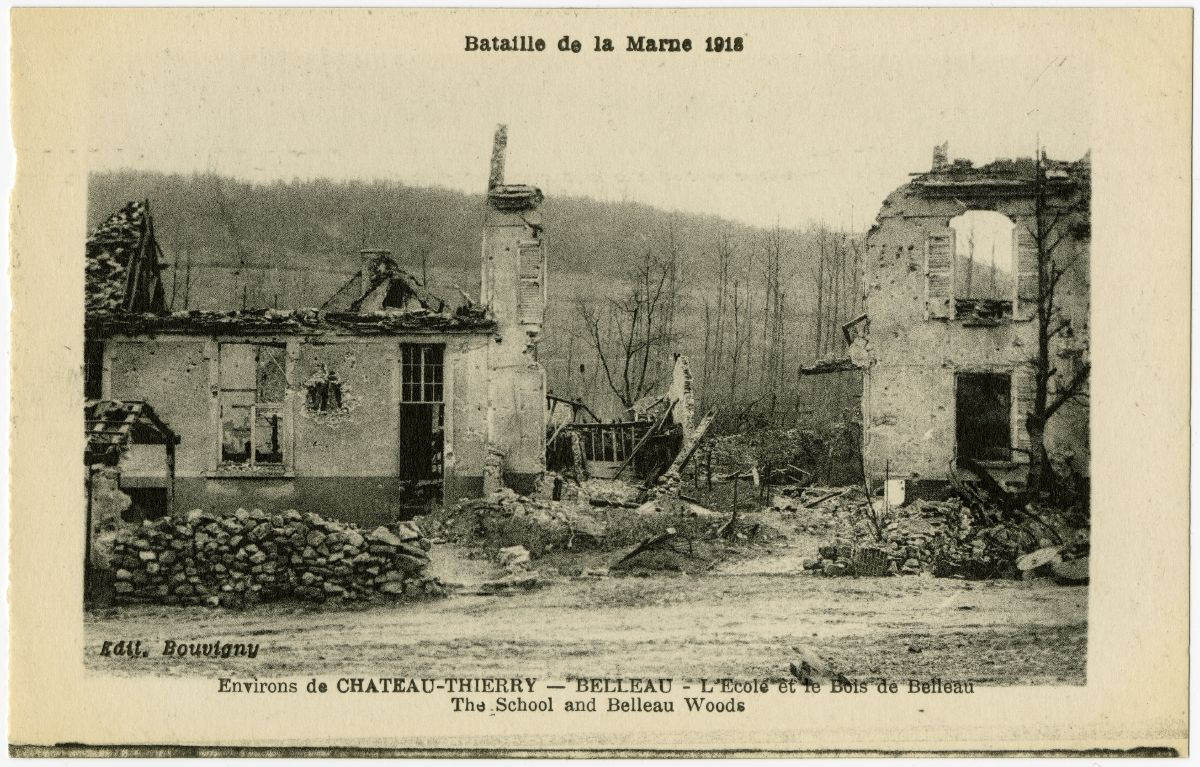
Carte poștală arătând ruinele satului în 1918.

Pe 19 iulie, armatele italiene au pierdut 9.334 de militari dintr-un total de aproximativ 24.000. Cu toate acestea, Berthelot a grăbit două divizii de infanterie britanice recent sosite, 51 (Highland) și 62 (West Riding) și i-a trimis pe italieni să atace pe valea râului Ardre (Bătălia de la Tardenois (în franceză Bataille du Tardenois) — numită după câmpia Tardenois din apropiere).
Germanii au ordonat retragerea pe 20 iulie și au fost forțați să revină pe pozițiile de unde începuseră Ofensiva de Primăvară. Ei și-au întărit pozițiile de pe flancuri în fața aliaților ce avansau și pe 22 iulie Ludendorff a ordonat masarea trupelor pe o linie de la cursul superior al râului Ourcq către Marfaux.
Aliații au continuat asaltul cu câștiguri minime. În jurul datei de 27 iulie, germanii s-au retras în spatele localității Fère-en-Tardenois și au completat o legătură feroviară alternativă. Germanii au păstrat controlul asupra orașului Soissons în partea de vest.
Pe 1 august, diviziile franceze și britanice din cadrul Armatei a X-a condusă de Mangin au reluat atacul, avansând circa 8 km. Contraatacul aliat a fost oprit pe 6 august în fața ofensivei germane. Prin această etapă, teritoriul ocupat de germani a fost redus foarte mult, iar germanii au fost forțați să revină pe o linie formată de-a lungul râurilor Aisne și Vesle; frontul a fost scurtat cu aproximativ 45 km.

## Analiză
Cea de-a Doua Bătălie de pe Marna a fost o victorie importantă. Ferdinand Foch a primit bastonul de Mareșal al Franței. Aliații au capturat 29.367 prizonieri, 793 de tunuri și 3.000 de mitraliere și au provocat germanilor 168.000 de victime. Importanța primară a bătăliei a reprezentat-o aspectul său moral: victoria strategică de pe Marna a marcat sfârșitul unui șir de victorii germane și începutul unei serii de victorii aliate care vor îngenunchea în următoarele trei luni Armata Germană.